# Dascalina vivida
Dascalina vivida är en insektsart som beskrevs av Melichar 1928. Dascalina vivida ingår i släktet Dascalina och familjen Flatidae. Inga underarter finns listade i Catalogue of Life.